# Manfred Meier-Preschany
Manfred Meier-Preschany, in der Bankenbranche nur kurz „MP“ genannt, (* 21. Januar 1929 in Zell im Wiesental; † 13. November 2014) war ein deutscher Bankmanager und Unternehmensberater. Er war von 1971 bis 1984 Vorstandsmitglied der Dresdner Bank.

## Leben und Wirken
Meier-Preschany  entstammte einer Beamtenfamilie. Er studierte von 1948 bis 1953 Wirtschaftswissenschaften bei Walter Eucken und Edgar Salin in Freiburg und Basel. Daneben arbeitete er als Werkstudent in der Galerie von Ernst Beyeler in Basel. 1953 wurde er zum Dr. rer. pol. promoviert und trat im selben Jahr in die Dienste der Rhein-Main-Bank, in deren Filialen Lörrach und Freiburg im Breisgau er das Kreditgeschäft betreute. 1957 wurde die Rhein-Main-Bank, zusammen mit anderen Regionalinstituten, zur Dresdner Bank mit Sitz in Frankfurt am Main fusioniert.
1970 wurde Meier-Preschany Generalbevollmächtigter des Institutes in Frankfurt am Main und rückte bereits im Juni 1971 zum stellvertretenden Vorstandsmitglied auf. Am 1. Januar 1973 berief ihn der Vorstand unter Jürgen Ponto zum Vorstandsmitglied der Dresdner Bank, wobei er eine Zuständigkeit für das Risikomanagement und das Kreditgeschäft in Nord- und Südamerika erhielt. Er war seinerzeit jüngstes Vorstandsmitglied einer deutschen Großbank. Neben zahlreichen Funktionen in der Wirtschaft wurde Meier-Preschany 1977 Aufsichtsratsmitglied der AEG-Telefunken.
Nach der Ermordung Jürgen Pontos 1977 zählte Meier-Preschany zu den aussichtsreichen Bewerbern um dessen Nachfolge, doch wurde ihm der von der FDP kommende ehemalige Bundeswirtschaftsminister Hans Friderichs vorgezogen. Als Friderichs durch die Flick-Affäre in die Kritik geriet, wurde nicht Meier-Preschany, sondern Wolfgang Röller Vorstandssprecher der Bank. Als sich das abzeichnete, schied Meier-Preschany 1984 aus dem Vorstand aus. Schon zuvor hielt er sein Verständnis von der Rolle der Bank und ihrer Darstellung im Auslandsgeschäft für unvereinbar mit den Überlegungen von Friderichs.
Nach seinem Ausscheiden gründete Meier-Preschany die MP Consult in Frankfurt am Main und wurde deren geschäftsführender Gesellschafter. 1986 erstellte die Gesellschaft ein Gutachten zur Rettung der in Schieflage geratenen Neuen Heimat. Meier-Preschany wurde anschließend mit deren Konsolidierung beauftragt, die jedoch durch den zwischenzeitlichen Verkauf an Horst Schiesser scheiterte. 1988 wurde Meier-Preschany zum Honorarprofessor an der Universität Karlsruhe ernannt und hatte dort einen Lehrauftrag für Bankenpolitik. Von 1993 bis 1998 war Meier-Preschany Seniorberater des Wirtschaftskabinetts der lettischen Regierung.

## L’Homme qui marche I
Während Meier-Preschanys Vorstandszeit entstand in den Jahren 1973 bis 1978 ein 31-geschossiges Hochhaus als neue Zentrale der Dresdner Bank in Frankfurt (Silberturm), mit 166 Metern das damals höchste Bankgebäude auf dem europäischen Kontinent. Der kunstsinnige Meier-Preschany war vom Vorstand mit einer anspruchsvollen künstlerischen Ausgestaltung der Vorstandsetage in der 1978 eingeweihten Zentrale beauftragt. Neben wichtigen Werken der Dresdner Brücke-Künstler, von Max Beckmann, Arbeiten von Bauhaus-Meistern, sowie Skulpturen von Alexander Calder und Henry Moore, hatte Meier-Preschany auch eine plastische Arbeit von Alberto Giacometti auf dem Programm, dessen Werk er von seiner Tätigkeit bei Beyeler gut kannte.
Die Wahl fiel auf  Giacomettis lebensgroße Plastik L’Homme qui marche I, die, in sechs Abgüssen hergestellt, bei den Galerien Beyeler in Basel und  Sidney Janis in New York verfügbar war. Meier-Preschany nahm das nur wenig günstigere Angebot des Amerikaners an und erwarb am 11. Januar 1980 in New York, mit Unterstützung des Frankfurter Kunsthändlers und ehemaligen Direktors des Frankfurter Kunstvereins Ewald Rathke, die Skulptur für umgerechnet etwa 1,4 Millionen Mark.
Im Februar 2010 ließ die Commerzbank, von der die Dresdner Bank 2009 übernommen wurde, die Plastik in einem Londoner Auktionshaus versteigern. Der Zuschlag ging bei 65 Millionen Pfund (einschließlich Aufgeld) an einen anonymen Bieter. Die somit erzielten umgerechnet ungefähr 75 Millionen Euro übertrafen die Erwartungen bei weitem. Meyer-Preschany bedauerte den Verkauf. Gegenüber der Wochenzeitung Die Zeit äußerte er: „Mir wäre lieber gewesen, der „Schreitende“ wäre an ein Museum gegangen und damit der Öffentlichkeit präsent.“
Meier-Preschany lebte und arbeitete in Loßburg.

## Veröffentlichungen
- Zur Freiburger Bankengeschichte. Freiburg 1966.
- Die Finanzierung von Entwicklungsländern. Eine Herausforderung für die Industriestaaten. Mohr, Tübingen 1980, ISBN 3-16-343001-5.
- Gegen das Geläufige. Analysen und Diagnosen. Philo, Berlin 1999, ISBN 3-8257-0117-4.